# تانر أري
تانر أري (بالتركية: Taner Arı) هو لاعب كرة قدم تركي ونمساوي في مركز الدفاع، ولد في 29 مايو 1987 في أرزنجان في تركيا. لعب مع أوردو سبور وبطمان بترول سبور ودينيزلي سبور ونادي داك 1904 دونيسكا ستريدا ونادي سانت بولتن ونادي فنربخشة.

## وصلات خارجية
- تانر أري على موقع اتحاد تركيا (لاعب) (الإنجليزية)
- تانر أري على موقع قاعدة بيانات كرة القدم.إي يو (الإنجليزية)
- تانر أري على موقع بيانات كرة القدم. دي إي (الألمانية)